# Peridea ishidae
Peridea ishidae är en fjärilsart som beskrevs av Matsumura 1909. Peridea ishidae ingår i släktet Peridea och familjen tandspinnare. Inga underarter finns listade i Catalogue of Life.